# Gilchristosuchus
Gilchristosuchus – wymarły rodzaj krokodylomorfa z grupy Neosuchia. Jego nazwa oznacza "krokodyl Gilchrista" i wspomina właściciela rancza, na którym znaleziono osobnika typowego. Z kolei epitet gatunkowy jedynego (G. palatinus) oznacza "podniebienny" i odnosi się do wyróżniających się kości podniebiennych.
Skamieniałości tego rodzaju pochodzą z formacji Milk River w Albercie w Kanadzie, datuje się je na późny santan lub wczesny kampan (późna kreda). Holotyp to RTMP 91.101.1 – niekompletna tylna część czaszki i kręgi szyjne. Długość czaszki szacuje się na 15cm. Chociaż osobnik nie osiągał imponujących rozmiarów, ornamentacja powierzchni czaszki i połączenia kości sugerują, że był on dorosły.
Jest to pierwszy połączony stawowo krokodylomorf formacji Milk River. Wcześniej odnajdywano izolowane szczątki takich rodzajów, jak Brachychampsa czy Leidyosuchus, część z nich może należeć do rodzaju Gichristosuchus. Wu i Brinkman stwierdzili, że jest to najbardziej zaawansowany ewolucyjnie przedstawiciel grupy Neosuchia, którego nie zalicza się jeszcze do grupy Eusuchia.